# Abbey Is Blue
| Recensione | Giudizio |
| ---------- | -------- |
| AllMusic   |          |

Abbey Is Blue è il quarto album solista della cantante jazz statunitense Abbey Lincoln, pubblicato dalla Riverside Records nel 1959.

## Tracce

### LP
(1959, Riverside Records, RLP 12 308/S 1153)
Lato A
1. Afro-Blue – 3:25 (testo: Oscar Brown Jr. – musica: Mongo Santamaría)
2. Lonely House – 3:33 (testo: Langston Hughes – musica: Kurt Weill)
3. Let Up – 5:19 (Abbey Lincoln)
4. Thursday's Child – 3:34 (testo: Elisse Boyd – musica: Murray Grand)
5. Brother, Where Are You? – 3:05 (Oscar Brown Jr.)

Durata totale: 18:56
Lato B
1. Laugh, Clown, Laugh – 5:17 (testo: Sam M. Lewis, Joe Young – musica: Ted Fio Rito)
2. Come Sunday – 5:07 (Duke Ellington)
3. Softly, as in a Morning Sunrise – 2:41 (testo: Oscar Hammerstein II – musica: Sigmund Romberg)
4. Lost in the Stars – 4:06 (testo: Maxwell Anderson – musica: Kurt Weill)
5. Long as You're Living – 2:31 (testo: Oscar Brown Jr. – musica: Julian Priester, Tommy Turrentine)

Durata totale: 19:42

## Formazione
- Abbey Lincoln – voce
- Kenny Dorham – tromba (A2, A4, A5, B2, B3 e B4)
- Tommy Turrentine – tromba (A1, A3, B1 e B5)
- Julian Priester – trombone (A1, A3, B1 e B5)
- Stanley Turrentine – sassofono tenore (A1, A3, B1 e B5)
- Les Spann – chitarra (A2, A4, B2, B3 e B4), flauto (A5)
- Wynton Kelly – pianoforte (A2, A4 e A5)
- Phil Wright – pianoforte (B2, B3 e B4)
- Cedar Walton – pianoforte (A3 e B1)
- Sam Jones – contrabbasso (A2, A4, A5, B2, B3 e B4)
- Bobby Boswell – contrabbasso (A1, A3, B1 e B5)
- Philly Joe Jones – batteria (A2, A4, A5, B2, B3 e B4)
- Max Roach – batteria (A1, A3, B1 e B5)

### Produzione
- Bill Grauer e Orrin Keepnews – produzione
- Registrazioni effettuate nella primavera e fine 1959 al Reeves Sound Studios di New York City, New York
- Jack Higgins – ingegnere delle registrazioni
- Paul Bacon-Ken Braren-Harris Lewine – grafica e design copertina album originale
- Lawrence N. Shustak – foto copertina album originale
- Orrin Keepnews – note retrocopertina album originale[2]